# Čejetice
Čejetice jsou obec a vesnice v okrese Strakonice v Jihočeském kraji. Leží poblíž řeky Otavy, asi deset kilometrů východně od Strakonic. Součástí obce Čejetice jsou i další čtyři vesnice a jedna osada. Celkem v nich žije 937 obyvatel.
Je zde minipivovar.

## Historie
První písemná zmínka o obci pochází z darovací listiny z roku 1289, ve které je mimo jiné uveden jako svědek Jan z Čejetic. Poblíž kostela svatého Havla stávala tvrz; v roce 1543 byla již uvedena jako pustá.

## Obyvatelstvo
| Rok            | 1869  | 1880  | 1890  | 1900  | 1910  | 1921  | 1930  | 1950  | 1961  | 1970 | 1980 | 1991 | 2001 | 2011 | 2021 |
| -------------- | ----- | ----- | ----- | ----- | ----- | ----- | ----- | ----- | ----- | ---- | ---- | ---- | ---- | ---- | ---- |
| Počet obyvatel | 1 267 | 1 420 | 1 395 | 1 361 | 1 356 | 1 358 | 1 295 | 1 116 | 1 073 | 933  | 896  | 866  | 854  | 874  | 921  |
| Počet domů     | 183   | 189   | 201   | 205   | 210   | 218   | 237   | 264   | 261   | 254  | 245  | 290  | 343  | 357  | 362  |

## Obecní správa

### Místní části
Obec Čejetice se skládá z pěti částí na pěti katastrálních územích:
- Čejetice (i název k. ú., včetně osady Přeborovice)
- Mladějovice (i název k. ú.)
- Sedliště (k. ú. Sedliště u Mladějovic)
- Sedlíkovice (i název k. ú.)
- Sudoměř (k. ú. Sudoměř u Čejetic)

### Obecní symboly
Znak a vlajka byly obci uděleny rozhodnutím předsedy Poslanecké sněmovny Parlamentu České republiky dne 9. října 2007.

## Doprava
Podél jižního okraje vesnice vede železniční trať Plzeň – České Budějovice, na které stojí stanice Čejetice.

## Pamětihodnosti
- Kostel svatého Havla
- Usedlosti čp. 8, 9 a 11 (chráněny jako kulturní památka)

## Společenský život
V roce 2017 uspěla obec v soutěži Vesnice roku. Zvítězila v celostátním hodnocení v kategorii Oranžová stuha. Ocenění získala zejména za výjimečnou vzájemnou spolupráci místních zemědělských podniků a soukromých zemědělců, za jejich velmi úzké propojení s obcí. Komisi zaujala promyšlená údržba krajiny, úcta k historii a předkům, uvědomění si kořenů a udržování tradičních zvyků Selské jízdy a staročeské Konopické (oslava sklizně lnu a konopí).

## Galerie

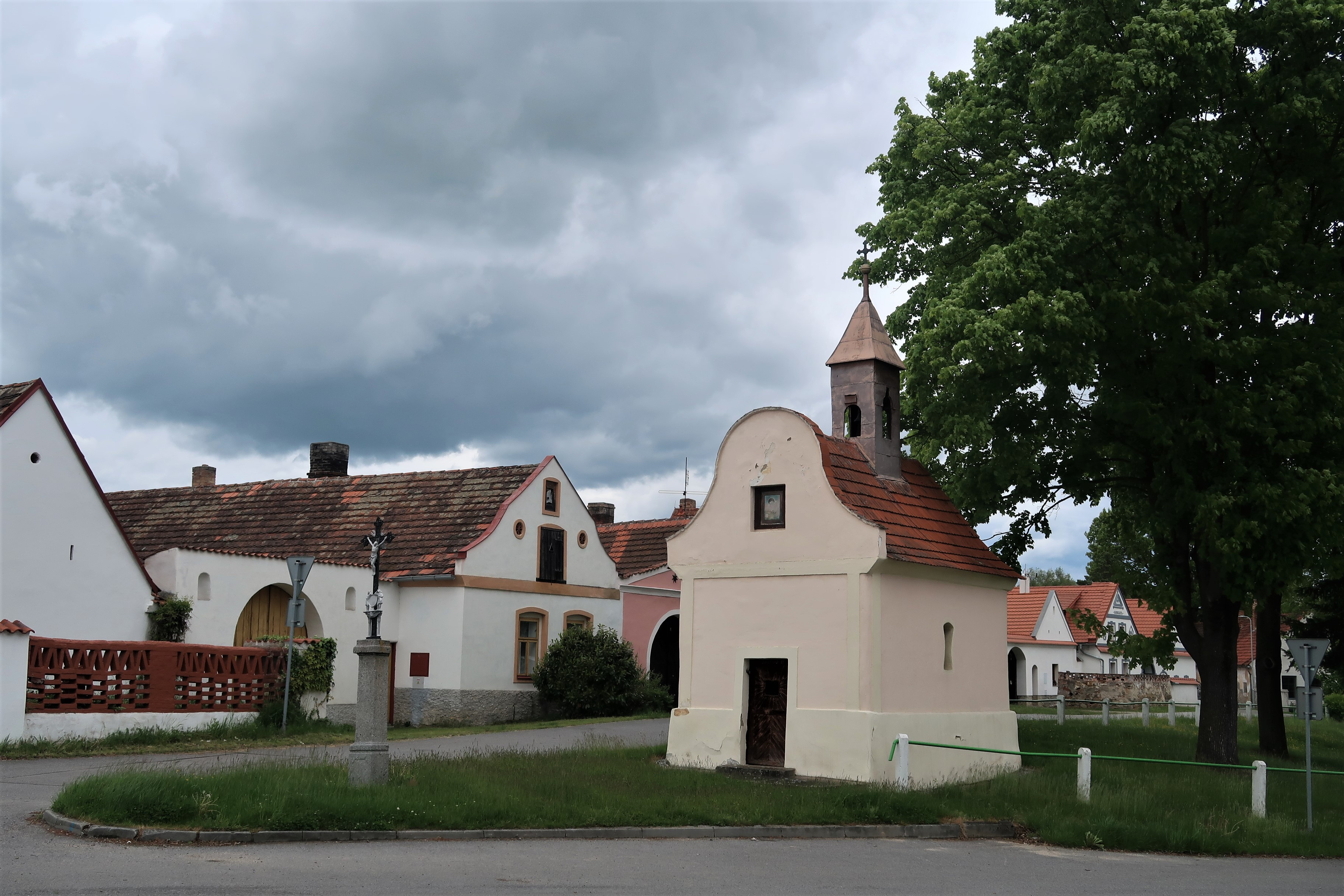
Náves s kaplí
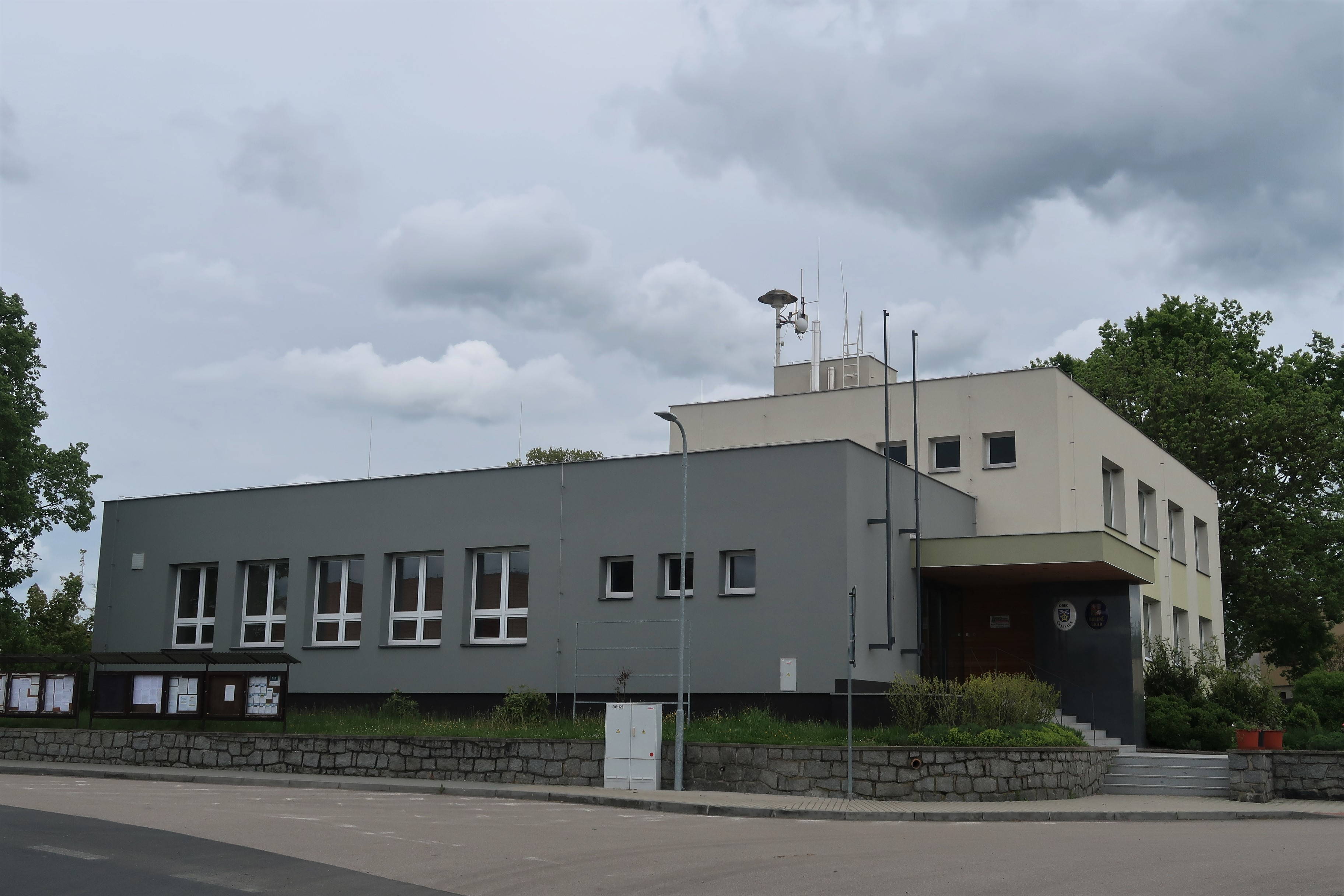
Obecní úřad s knihovnou
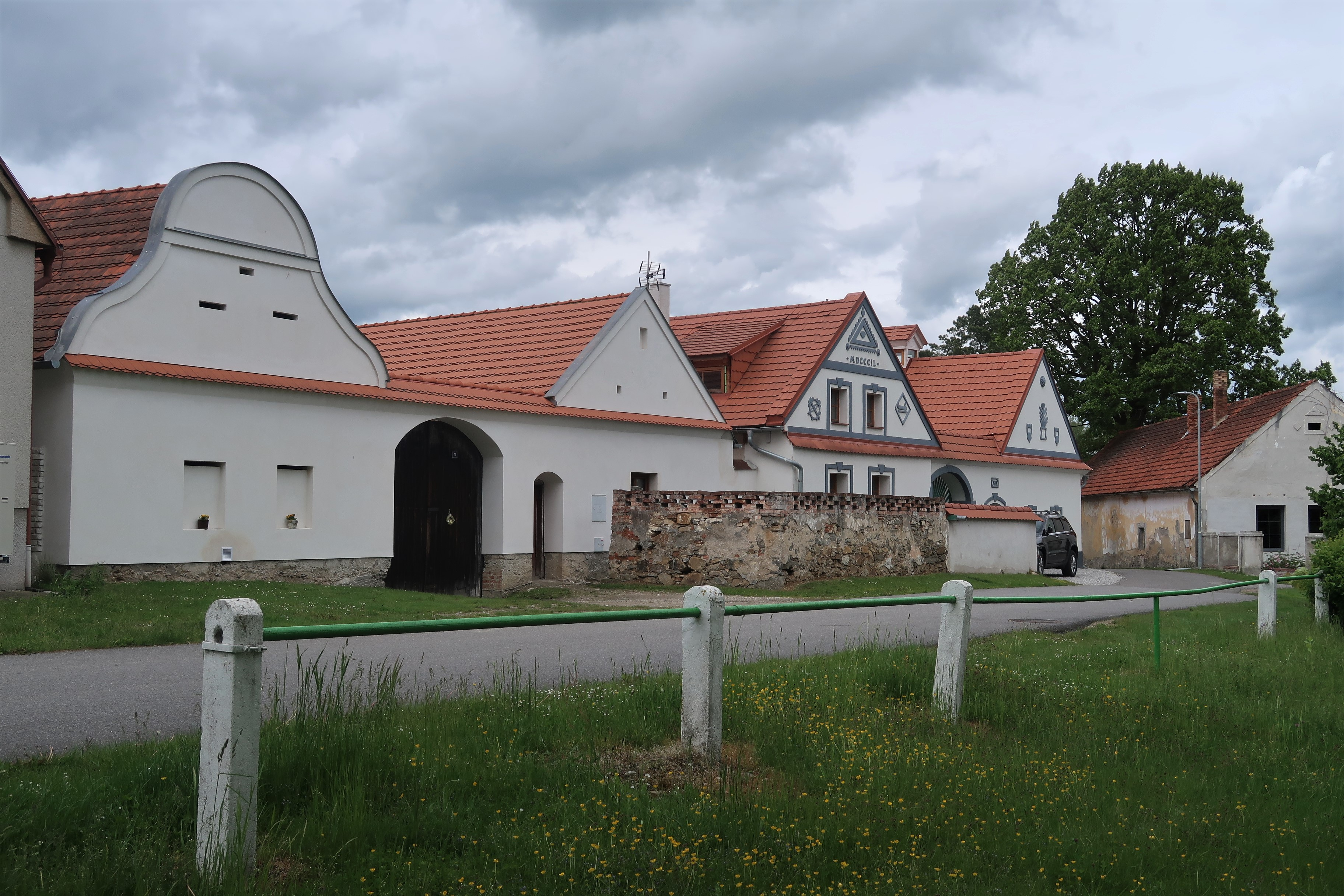
Památkově chráněné usedlosti č.p. 10 a 11 na návsi
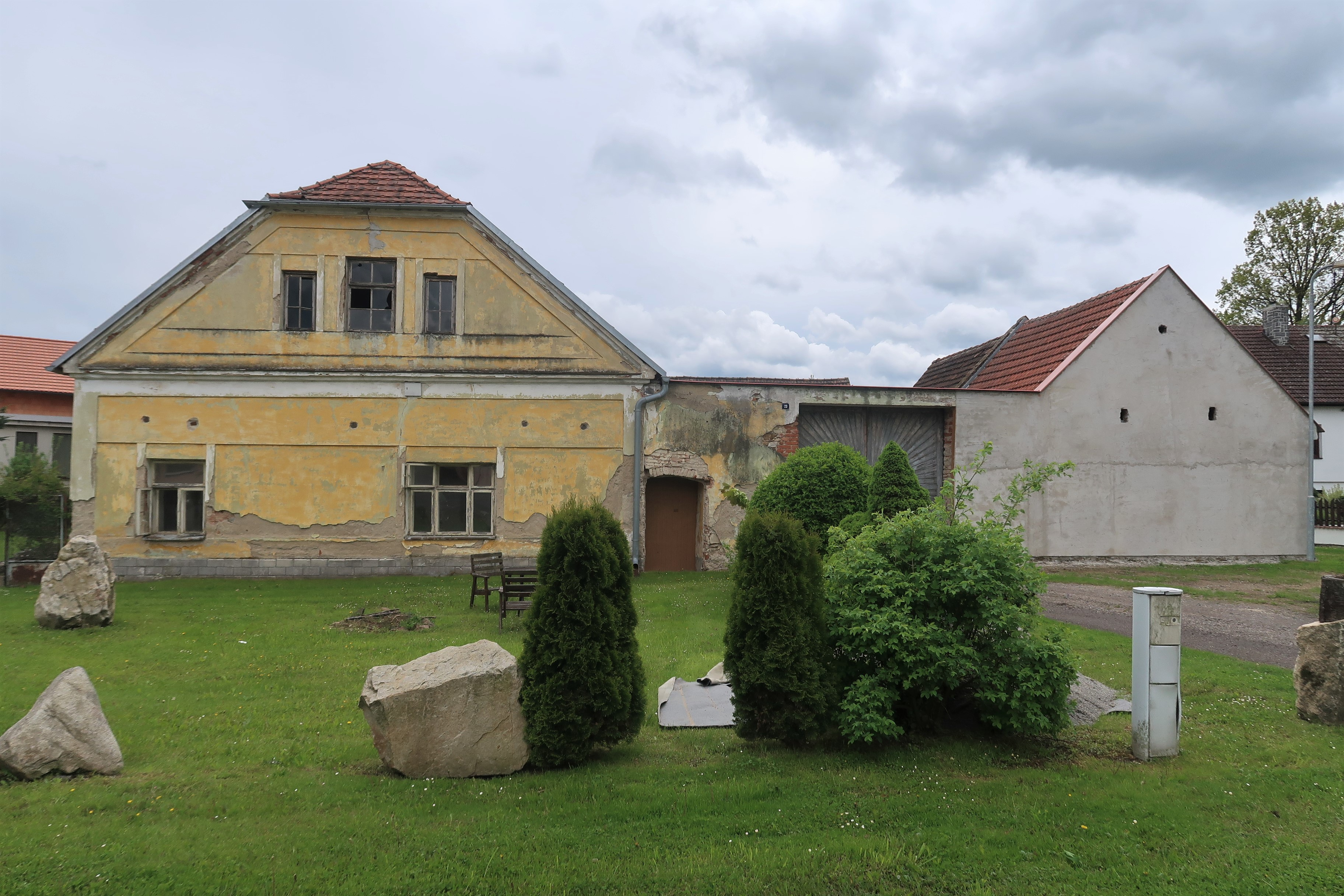
Usedlost č.p. 23
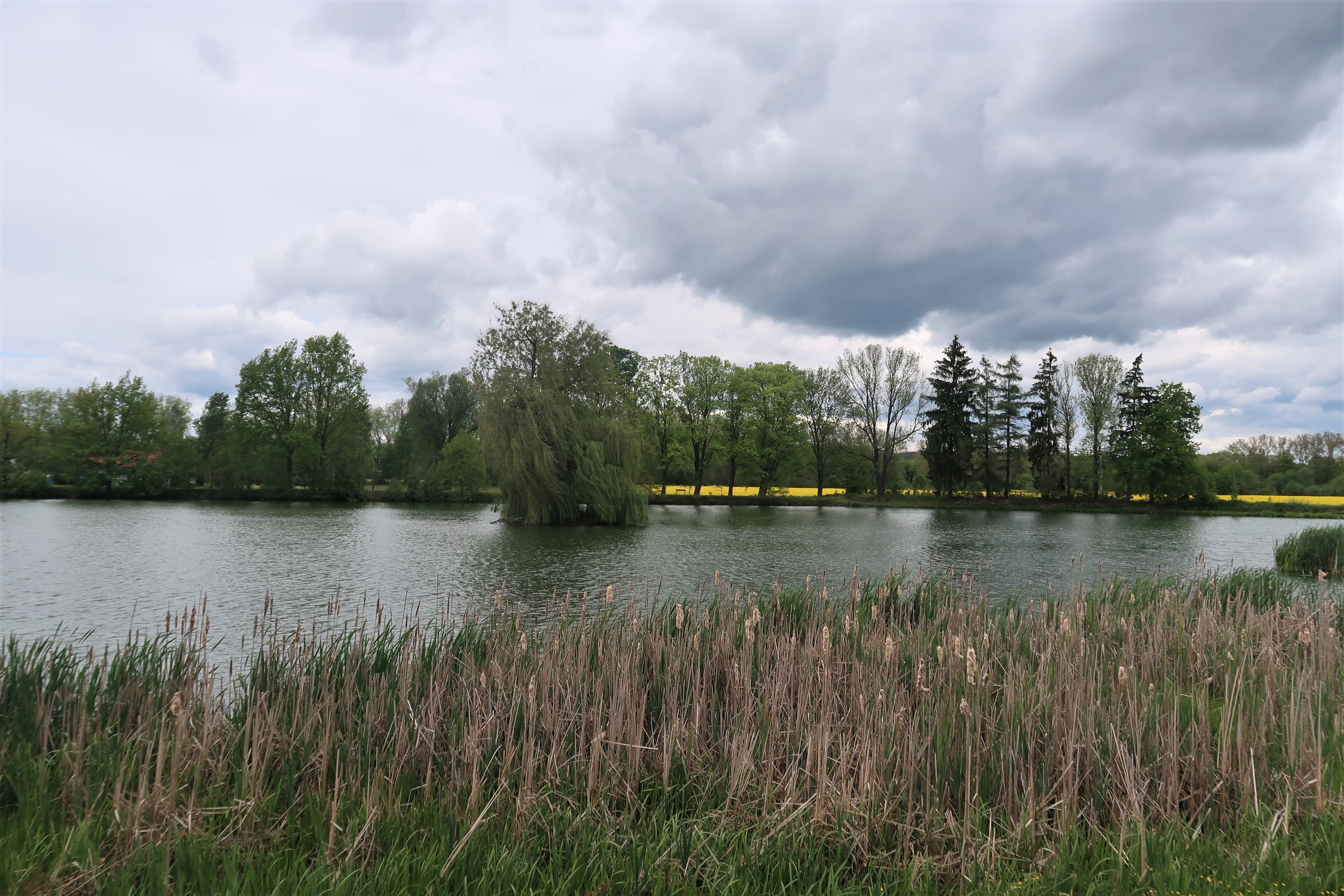
Obecní rybník
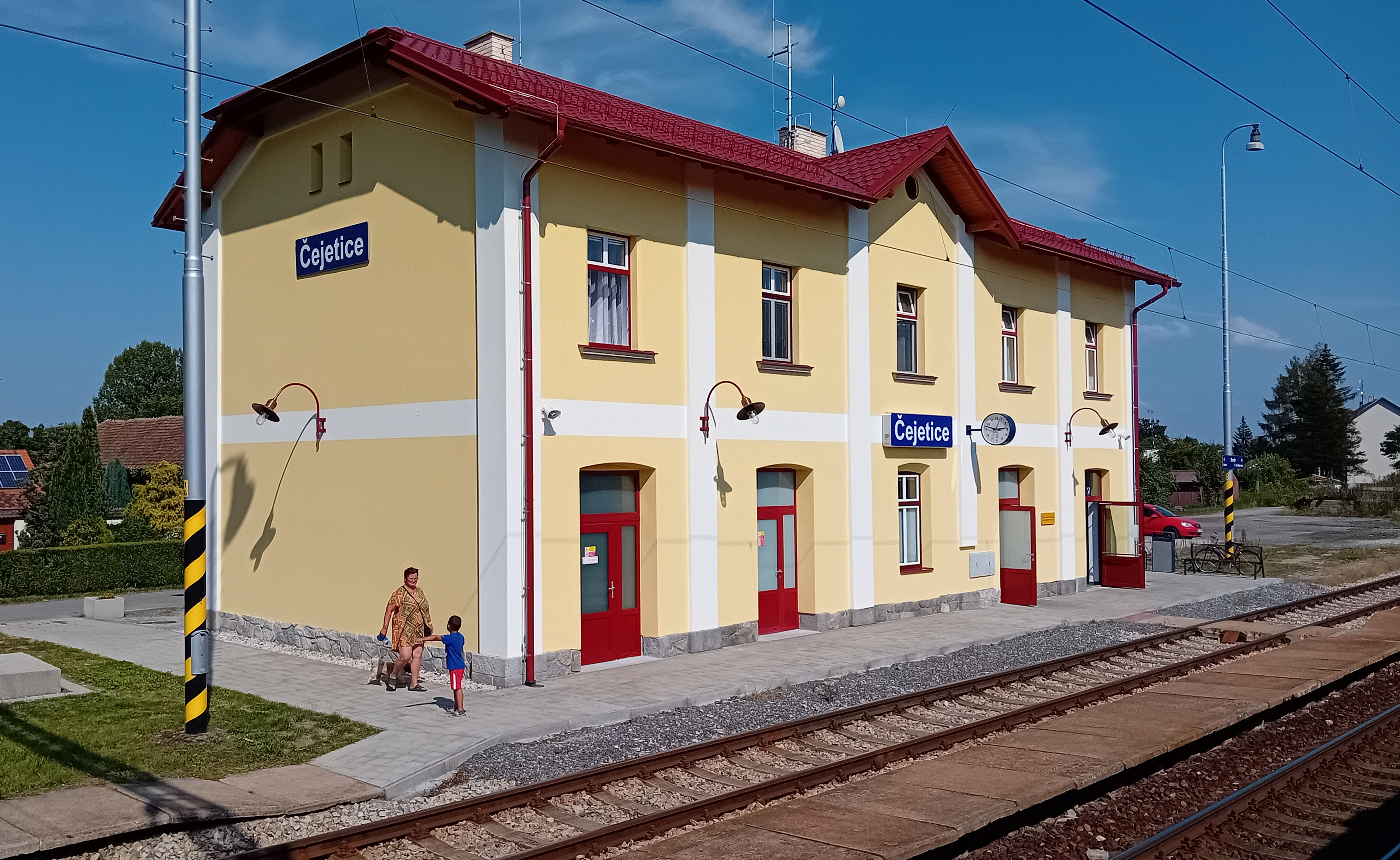
železniční stanice